# Joe Forbrich
Joe Forbrich is een Amerikaans acteur
Forbrich is het meest bekend van de televisieserie Law & Order waar hij in zeventien afleveringen zijn rol als detective Joe Cormack speelde (2008-2010).

## Filmografie

### Films
Uitgezonderd korte films.
- 2015 Bridge of Spies - als Pinker
- 2010 My Own Love Song – als Allan
- 2009 The Taking of Pelham 123 – als ESU man
- 2009 Taking Woodstock – als politieagent
- 2009 Bunker Hill – als Brendan Walsh
- 2008 Death in Love – als hotelmanager
- 2007 We Own The Night – als beveiliger
- 2007 West 32nd – als Frank Ferenti
- 2006 Freedomland – als Hal
- 2002 Tenfold – als Bobby Carpenter
- 2001 Suspended Animation – als lijkschouwer / productiemanager
- 2000 The Watcher – als manager van Bennigan
- 1996 To Sir, with Love II – als Rob Doerr

### Televisieseries
Uitgezonderd eenmalige gastrollen.
- 2020 Dispatches from Elsewhere - als de Melkman - 7 afl.
- 2013 30 Rock - als jongen van crew - 2 afl.
- 2011 – 2012 Blue Bloods – als ESU kapitein Dempsey – 3 afl.
- 2008 – 2010 Law & Order – als detective Joe Cormack – 17 afl.
- 2006 Conviction – als detective Jason Berner – 2 afl.
- 2005 As the World Turns – als Joe – 2 afl.

### Computerspellen
- 2010 Need for Speed: World – als stem
- 2008 Need for Speed: Undercover – als stem